# 命しらずのあいつ
『命しらずのあいつ』（いのちしらずのあいつ）は1967年4月9日に公開された日本の映画である。監督は長谷部安春。主演は小林旭。日活制作。

## 概要
シリーズ3作目
堅気になった都築が戻った博多では、旧友の武原が属していた村岡組が、組長の村岡が変死したために、幹部の長谷部が組長になっていた。
そして、香港に売られようとしていた明美を助けた際に爆破に巻き込まれて聴力を失い、そんな中銀行で長谷部が村岡を焼き殺しているネガを見つけ、これが原因で武原が殺されたと知った。

## キャスト
- 都築浩介： 小林旭
- 熊五郎：東京ぼん太
- 北見： 内田良平
- 武原美津子：広瀬みさ
- 倉田新次：藤竜也
- 向井明美：浜川智子（浜かおる）
- 茂木： 高品格
- 長谷部： 江見俊太郎
- 大村毅：山田禅二
- オカマバーのママ： 野呂圭介
- 松木：柳瀬志郎
- 原島：木島一郎
- 葛西：河上喜史朗(雪丘恵介 ：吹き替え)
- 毛利：木浦佑三
- 大村悠一： 成田次穂
- 元村岡組組員： 青木富夫
- 上海のマネージャー：長弘
- バーのマダム：原恵子
- ノリロー：新山ノリロー
- トリロー：新山トリロー
- ホステス： 森みどり
- サファイアのダンサー：椿麻里、佐藤里子(佐藤サト子)、和田美登里(和田みどり)、 椿洋子、 竹原弘子、中庸子
- サファイア電気係： 水木京二（水木京一）、
- 長谷部の手下：沢美鶴、熱海弘到、有村道宏、溝口拳
- 振付： 漆沢政子
- 技斗 ： 高瀬将敏

## スタッフ
- 監督：松尾昭典
- 脚本：甲斐久尊、松尾昭典
- 企画：友田二郎
- 音楽：嵐野英彦